# Shinshōgokuraku-ji

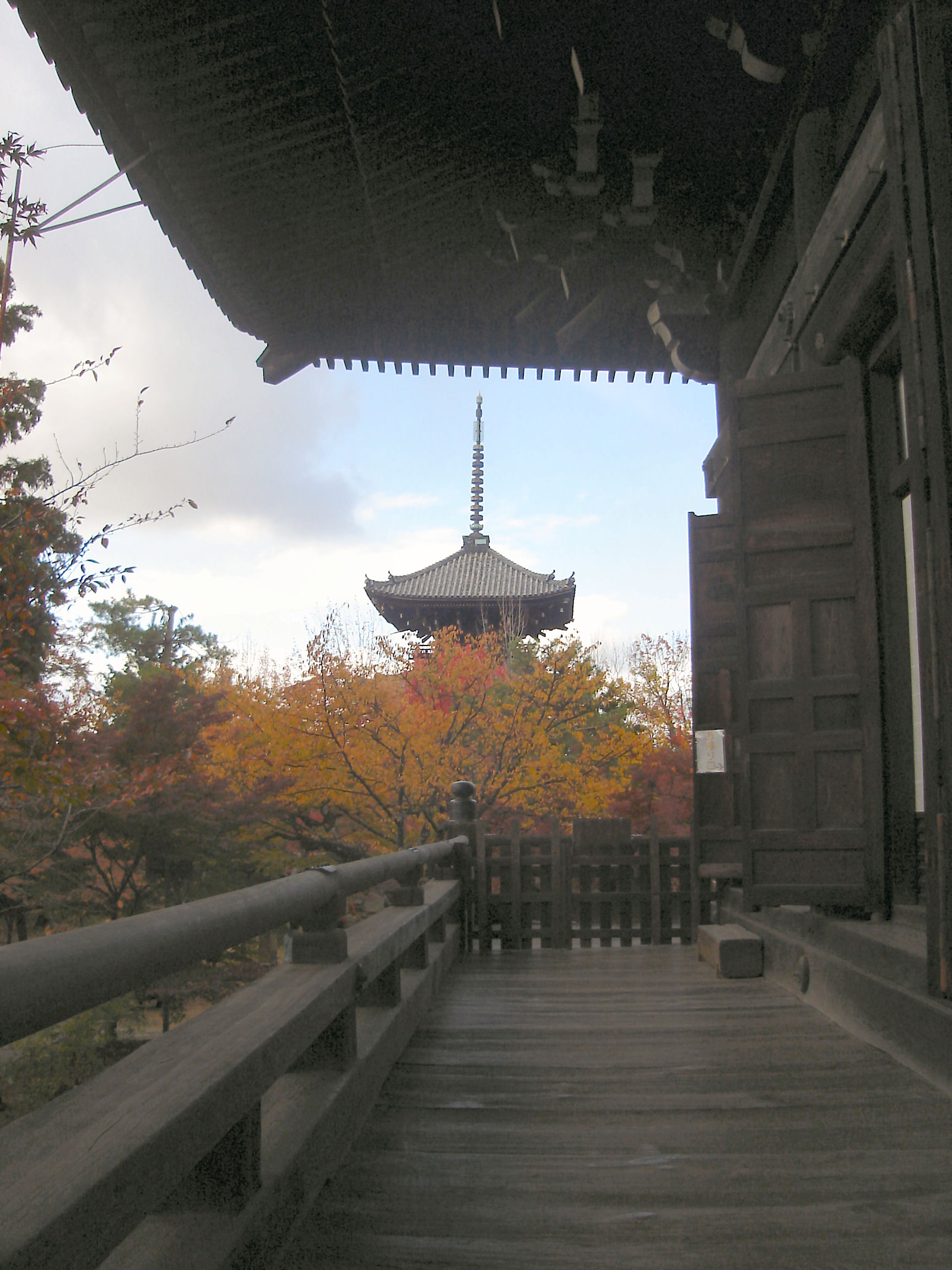
Vue de la pagode du Shinshōgokuraku-ji. Un haut sōrin surmonte le toit de la pagode

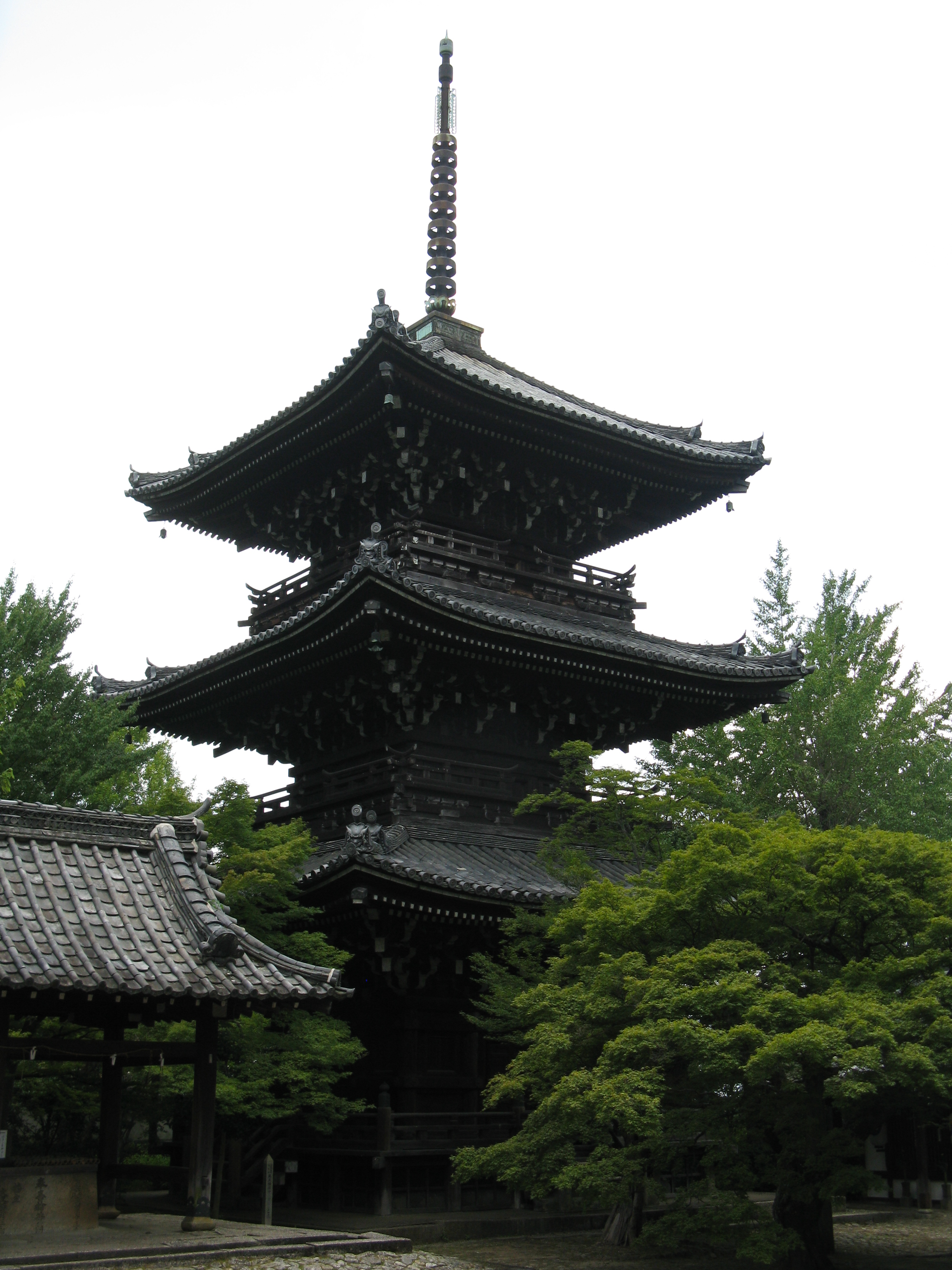

Le Shinshōgokuraku-ji (真正極楽寺) ou Shinnyo-dō (真如堂) est un temple bouddhiste de l'école Tendai situé à Kyoto. Il est fondé en 984 par le kaisan Shonin.